# Hirundapus caudacutus
Il rondone codaspinosa golabianca (Hirundapus caudacutus (Latham, 1802)) è un uccello appartenente alla famiglia Apodidae.

## Descrizione
La livrea è brunastra con riflessi verde metallico. La lunghezza non supera i 21 cm. Molto più slanciato dei nostri rondoni, con coda più 
corta e scura

## Biologia
Detiene il record di velocità in volo battuto: 179,6 km/h.

### Alimentazione
Si nutre degli insetti catturati in volo.

### Riproduzione
Nidifica in alberi cavi e fessure delle rocce. Il nido è fatto con saliva e altri materiali trovati durante i voli. Depone due-tre uova bianche all'anno per circa 4 o 5 anni.